# Жа Жа Габор
Жа Жа Габо́р (англ. Zsa Zsa Gabor; угор. Gábor Zsazsa, МФА: [ʒɑːʒɑː], при народженні Шарі Габор, угор. Gábor Sári), відома після дев'ятого шлюбу як Сарі Принц фон Ангальт (англ. Sári Prinz von Anhalt); 6 лютого 1917, Будапешт — 18 грудня 2016) — американська акторка і світська левиця угорського походження.

## Біографія
Шарі Габор народилася в Будапешті 6 лютого 1917 року в родині Вілмош і світської левиці Джолі Габор. У неї було дві сестри, Магда та Ева, які згодом також стали акторками. Ім'я Шарі (угорський еквівалент Сарі) отримала на честь угорської акторки Шарі Федак, але тому, що в дитинстві вона не могла його вимовити, мати стала називати її Жа Жа.
В 1936 році Жа Жа перемогла на конкурсі «Міс Угорщина», але була дискваліфікована як неповнолітня. Через рік вона вирушила в Відень, де її помітив тенор Річард Таубер і запросив співати роль субретки у своїй новій опереті «Der singende Traum» («Співоча мрія») у Віденському театрі.
Жа Жа Габор, крім участі в багатьох кінофільмах, телепрограмах і численних розважальних виставах, також стала однією з найпомітніших зірок світського життя. Її почуття гумору, екстравагантність і схильність до гучних скандалів і сенсацій дозволили їй зберегти свою популярність незалежно від перипетій кінокар'єри.
У кіно Габор дебютувала в 1952 році в романтичній комедії «Ми не одружені!» з Джинджер Роджерс у головній ролі. У тому ж році на екрани вийшла картина Джона Г'юстона «Мулен Руж», де Габор втілила знамениту танцюристку Жанну Авріль. У подальші роки своєї акторської кар'єри вона була найактивніша на телебаченні, а в фільмах з'являлася або в епізодах, або в камео. Серед таких робіт фільми «Жах на вулиці В'язів 3: Воїни сну» (1987), «Голий пістолет 2½: Запах страху» (1991), «Селюки в Беверлі-Хіллз» (1992) і «Сімейка Бреді 2» (1996).

### Приватне життя
Жа Жа була дев'ять разів одружена, сім разів розлучалася, а один шлюб був анульований:
- Бурхан Бельге (1937 —1941) (розлучення)
- Конрад Хілтон (10 квітня 1942 —1947) (розлучення)
- Джордж Сандерс (2 квітня 1949 — 2 квітня 1954) (розлучення)
- Херберт Хатнер (5 листопада 1962 — 3 березня 1966) (розлучення)
- Джошуа С. Косден-мол. (9 березня 1966 — 18 жовтня 1967) (розлучення)
- Джек Раян (21 січня 1975 —1976) (розлучення)
- Майкл О'Хара (27 серпня 1976–1982) (розлучення)
- Феліпе де Альба (13 квітня 1983 — 14 квітня 1983) (шлюб анульовано)
- Фредерік Принц фон Ангальт (з 14 серпня 1986 по 2016)

Жа Жа — єдина з сестер Габор, яка народила дитину. Згідно з їхньою біографічною книгою «One Lifetime Is Not Enough», вона завагітніла внаслідок її зґвалтування Конрадом Хілтоном. Дочу Франческу Хілтон Габор народила 10 березня 1947 року, вже після розлучення з Хілтоном. 
У 2005 році Жа Жа Габор подала проти своєї дочки позов у Каліфорнійський суд, звинувативши її в крадіжці та шахрайстві.

## Фільмографія
1. 1952: «Ми не одружені!» / We're Not Married! — Єва Мелроуз
2. 1952: «Мулен Руж (фільм, 1952)» / Moulin Rouge — Джейн Авріль
3. 1953: «Історія трьох кохань» / The Story of Three Loves — флірт в барі
4. 1953: «Лілі» / Lili — Розалі
5. 1953: «Ворог суспільства № 1» / L'ennemi public No 1 — Елеонора, блондинка на прізвисько «Лола»
6. 1958: «Королева космосу» / Queen of Outer Space — Таллія
7. 1959: «Серенада великого кохання» / For the First Time — графиня Глорія Де Ваднуц
8. 1984: «Двоюрідна бабуся Франкенштейна» / Frankenstein's Great Aunt Tillie — Клара
9. 1987: «Кошмар на вулиці В'язів 3: Воїни сну» / A Nightmare on Elm Street 3: Dream Warriors — камео
10. 1991: «Голий пістолет 2½: Запах страху» / The Naked Gun 2½: The Smell of Fear — камео
11. 1993: «Селюки з Беверлі-Гіллз» / The Beverly Hillbillies — камео
12. 1996: «Сімейка Брейді 2» / A Very Brady Sequel — камео